# Platysaurus relictus
Platysaurus relictus (саутпансберзька пласка ящірка) — вид ящірок родини поясохвостів (Cordylidae). Ендемік Південно-Африканської Республіки.

## Поширення і екологія
Саутпансберзькі пласкі ящірки мешкають в горах Саутпансберг у провінції Лімпопо на північному сході ПАР. Вони живуть на вершинах хребтів та на направлених на північних гірських схилах, де трапляються у тріщинах серед пісковикових скель і валунів.